# Christian Callens
Christian Callens (* 14. August 1947 in Bavikhove) ist ein ehemaliger belgischer Radrennfahrer.

## Sportliche Laufbahn
Callens war im Straßenradsport aktiv. Von 1968 bis 1973 war er Berufsfahrer. Er gewann die Rennen Grand Prix de Denain 1970, Circuit des Frontières 1971, Omloop van de Westkust, den Omloop Mandel und Grand Prix Pino Cerami 1972. Im Omloop van het Zuidwesten 1969 wurde er Zweiter, 1971 im Fleche Halloise. 
In der Vuelta a España 1969 kam er auf den 49. Rang, 1970 beendete er die Rundfahrt nicht.